# هوارد جيلمان
هوارد جيلمان (بالإنجليزية: Howard Gilman)‏ هو شخصية أعمال أمريكي، ولد في 15 فبراير 1924 في مانهاتن في الولايات المتحدة، وتوفي في 3 يناير 1998 في فلوريدا في الولايات المتحدة.